# Національні луки США

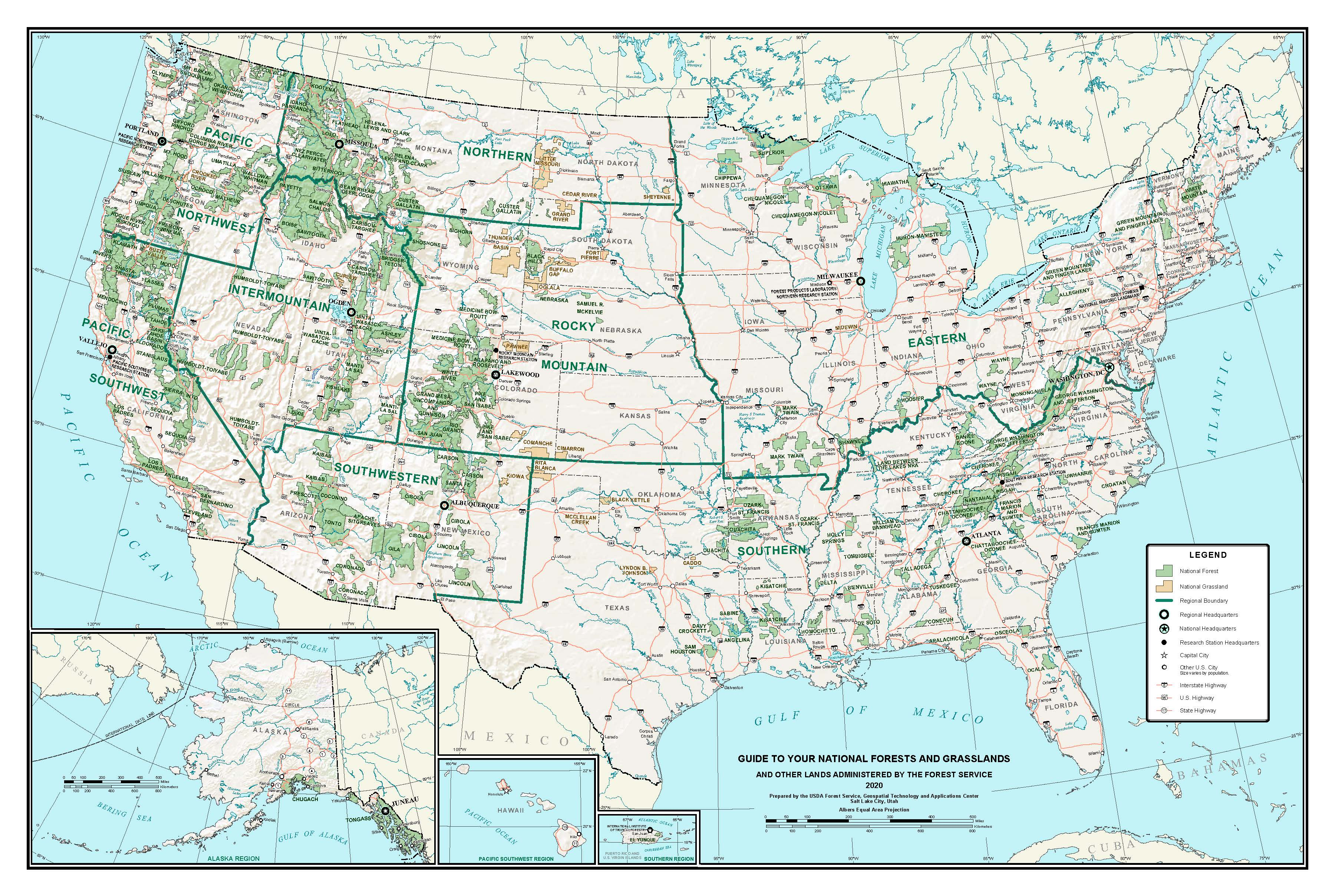
Мапа національних лісів та національних луків США. Луки позначені жовтим кольором.

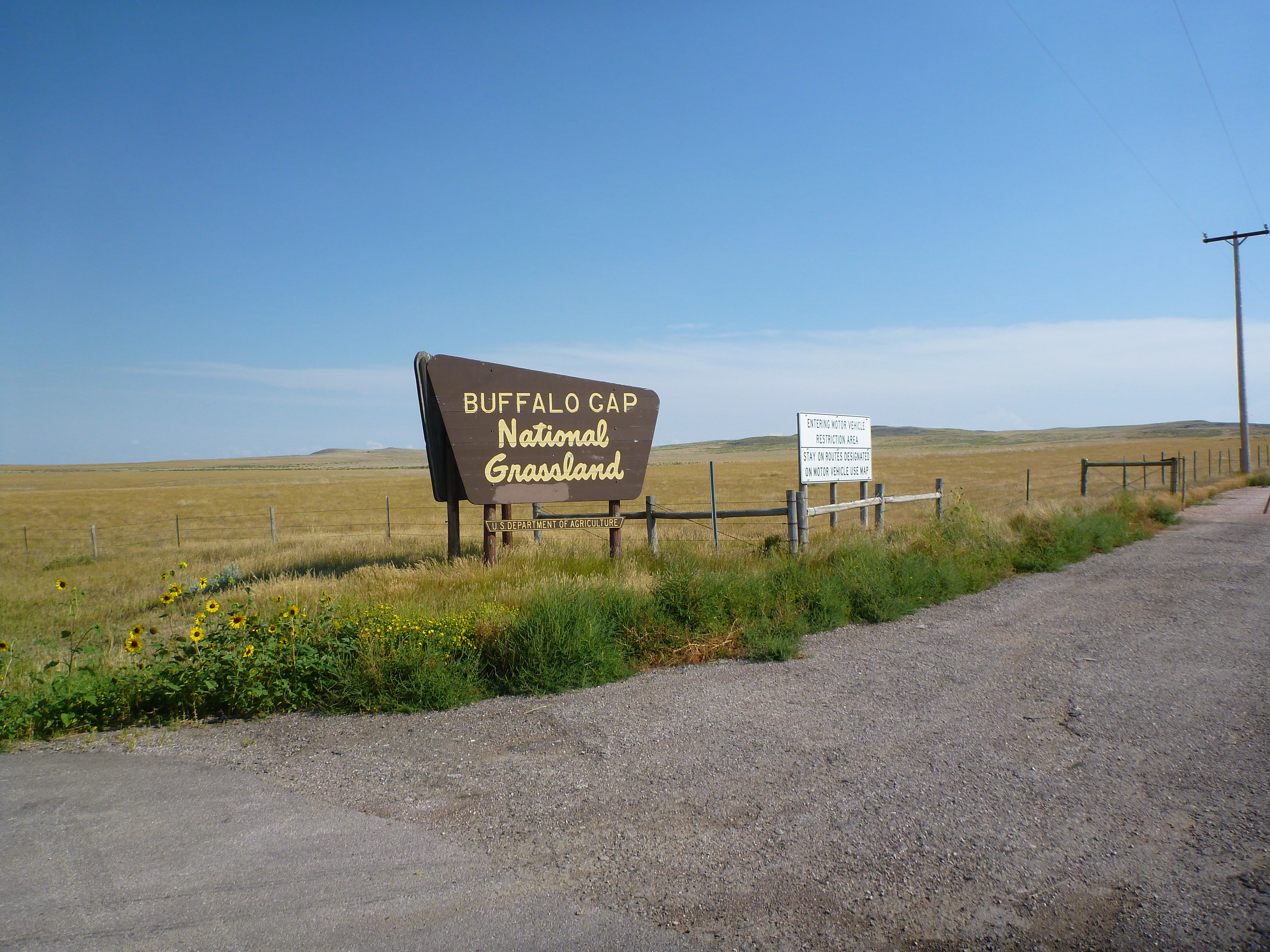
Знак на в'їзді до Національних луків Північної Дакоти

Національні луки Сполучених Штатів Америки (англ. National Grassland) — вид федеральних земель та природоохоронних територій Сполучених Штатів Америки. Національні луки США є колективною власністю американського народу, контролюються федеральним урядом та перебувають під управлінням Лісової служби США, яка є підрозділом Міністерства сільського господарства США. Адміністративно вони, по суті, ідентичні національним лісам США, за винятком того, що національні луки переважно складаються з великих ділянок луків та прерій із дуже невеликою кількістю дерев. Як і національні ліси, національні луки можуть використовуватися для полювання, випасу худоби, видобутку корисних копалин, відпочинку та інших цілей. Різні національні луки, як правило, управляються спільно із національними лісами, що знаходяться поблизу.
Правовою основою функціонування національних луків є частина III Закону про оренду ферм Бенкхеда–Джонса, прийнятого 22 липня 1937 року. Більшість сучасних національних луків на Середньому Заході США виникли на місці ферм, покинутих під час Великої депресії 1930-х років через сильні посухи та пилові бурі. Федеральний уряд придбав ферми, оголосив їх Національними луками та відновив прерії на місці сільськогосподарських угідь.
Усі національні луки, крім чотирьох, знаходяться на Великих рівнинах або на їх окраїнах. Ще чотири розташовані на південному сході Айдахо, північному сході Каліфорнії, центральному Орегоні та Іллінойсі. Три національні луки в Північній Дакоті та ще одні, розташовані на північному заході Південної Дакоти, управляються спільно як Дакотські прерії. Національні луки, як правило, набагато менші, ніж національні ліси — тоді як типовий національний ліс займає близько 400 000 га, середній розмір національних луків становить 77 665 га. Найбільшими національними луками є Національні луки Літл-Міссурі в Північній Дакоті, які охоплюють 416 334 га, що приблизно дорівнює середньому розміру національного лісу. Станом на 30 вересня 2007 року загальна площа всіх 20 національних луків становила 15 552,2 км².

## Список
| Назва                                                     | Фото | Розташування                                                                            | Управляються разом з                         | Площа      | Опис |
| --------------------------------------------------------- | ---- | --------------------------------------------------------------------------------------- | -------------------------------------------- | ---------- | --- |
| Баффало-Геп англ. Buffalo Gap National Grassland          |      | Південна Дакота 43°26′15″ пн. ш. 103°03′02″ зх. д. / 43.43750° пн. ш. 103.05056° зх. д. | Національним лісом Небраски                  | 2410,8 км² | Містять мішані прерії та бедленди. Тут мешкає реінтродукована популяція дуже рідкісних чорноногих тхорів.                                                   |
| Батт-Веллі англ. Butte Valley National Grassland          |      | Каліфорнія 41°53′57″ пн. ш. 122°01′31″ зх. д. / 41.89917° пн. ш. 122.02528° зх. д.      | Національним лісом Кламат                    | 74,6 км²   | Утворені у липні 1991 року і є наймолодшими національними луками. Тут знаходиться озеро Мейсс та відкривається вид на Каскадні гори.                        |
| Блек-Кеттл англ. Black Kettle National Grassland          |      | Оклахома, Техас 35°41′01″ пн. ш. 99°45′47″ зх. д. / 35.68361° пн. ш. 99.76306° зх. д.   | Національним лісом Сібола                    | 126,6 км²  | Містять червоні піщано-сланцеві пагорби, луки та дубові савани. Через територію луків протікає річка Вашіта.                                                |
| Гранд-Рівер англ. Grand River National Grassland          |      | Південна Дакота 45°44′09″ пн. ш. 102°21′40″ зх. д. / 45.73583° пн. ш. 102.36111° зх. д. | іншими Дакотськими преріями                  | 626,4 км²  | Окрім прерій, містять піщані дюни, річки, бедленди, останці та пісковикові відслонення                                                                      |
| Каддо англ. Caddo National Grassland                      |      | Техас 33°43′56″ пн. ш. 95°57′29″ зх. д. / 33.73222° пн. ш. 95.95806° зх. д.             | іншими національними лісами та луками Техасу | 72,3 км²   | Розділені на дві окремі частини. Навколо озера Дейві-Крокетт є дві розвинені рекреаційні зони.                                                              |
| Кайова англ. Kiowa National Grassland                     |      | Нью-Мексико 36°10′00″ пн. ш. 104°10′02″ зх. д. / 36.16667° пн. ш. 104.16722° зх. д.     | Національним лісом Сібола                    | 554,9 км²  | Складаються з двох одиниць, розташованих на північному сході Нью-Мексико. Через луки протікає річка Кенейдіан, яка формує кілька каньйонів.                 |
| Керл'ю англ. Curlew National Grassland                    |      | Айдахо 42°11′15″ пн. ш. 112°41′57″ зх. д. / 42.18750° пн. ш. 112.69917° зх. д.          | Національним лісом Карібу-Таргі              | 193,4 км²  | Розташовані на півдні Айдахо. Тут живуть рідкісні гострохвості тетеруки, а в районі озера Світен-Понд зустрічаються численні водоплавні та коловодні птахи. |
| Команчі англ. Comanche National Grassland                 |      | Колорадо 37°20′12″ пн. ш. 103°04′26″ зх. д. / 37.33667° пн. ш. 103.07389° зх. д.        | Національними лісами Пайк та Сан-Ісабель     | 1793,1 км² | Містять низькотравні прерії та кілька каньйонів, зокрема Розмальований каньйон.                                                                             |
| Крукед-Рівер англ. Crooked River National Grassland       |      | Орегон 44°32′36″ пн. ш. 121°06′34″ зх. д. / 44.54333° пн. ш. 121.10944° зх. д.          | Національними лісами Дешутес та Очоко        | 454,7 км²  | Містять дві національні дикі та мальовничі річки: Дешут та Крукед.                                                                                          |
| Ліндон-Джонсон англ. Lyndon B. Johnson National Grassland |      | Техас 33°20′56″ пн. ш. 97°39′32″ зх. д. / 33.34889° пн. ш. 97.65889° зх. д.             | іншими національними лісами та луками Техасу | 82,2 км²   | Розташовані на північний захід від Форт-Верта. Використовуються переважно у рекреації.                                                                      |
| Літл-Міссурі англ. Little Missouri National Grassland     |      | Північна Дакота 47°05′55″ пн. ш. 103°32′14″ зх. д. / 47.09861° пн. ш. 103.53722° зх. д. | іншими Дакотськими преріями                  | 4163,3 км² | Найбільші національні луки США. Містять бедленди, низькотравні та високотравні прерії.                                                                      |
| Маккеллан-Крік англ. McClellan Creek National Grassland   |      | Техас 35°12′42″ пн. ш. 100°52′16″ зх. д. / 35.21167° пн. ш. 100.87111° зх. д.           | Національним лісом Сібола                    | 5,9 км²    | Оточують водосховище Маккеллан. Майже всі луки згоріли під час масштабної пожежі у 2006 році.                                                               |
| Оглала англ. Oglala National Grassland                    |      | Небраска 42°54′56″ пн. ш. 103°38′14″ зх. д. / 42.91556° пн. ш. 103.63722° зх. д.        | Національним лісом Небраски                  | 382,5 км²  | Містять бедленди Геологічного парку Тоадстул. |
| Пауні англ. Pawnee National Grassland                     |      | Колорадо 40°47′38″ пн. ш. 104°05′01″ зх. д. / 40.79389° пн. ш. 104.08361° зх. д.        | Національними лісами Арапахо та Рузвельт     | 781,3 км²  | Містять рекреаційну зону Кроу-Веллі, відкриту для кемпінгу, а також скелі-останці Пауні, до яких ведуть стежки.                                             |
| Ріта-Бланка англ. Rita Blanca National Grassland          |      | Техас, Оклахома 36°26′04″ пн. ш. 102°36′01″ зх. д. / 36.43444° пн. ш. 102.60028° зх. д. | Національним лісом Сібола                    | 376,3 км²  | Містять низькотравні прерії. |
| Сідар-Рівер англ. Cedar River National Grassland          |      | Північна Дакота 45°57′19″ пн. ш. 101°48′24″ зх. д. / 45.95528° пн. ш. 101.80667° зх. д. | іншими Дакотськими преріями                  | 27,2 км²   | Знаходяться у резервації Стендінг-Рок. Містять пагорби та ефемерні струмки.                                                                                 |
| Тандер-Бейсін англ. Thunder Basin National Grassland      |      | Вайомінг 43°41′09″ пн. ш. 105°00′56″ зх. д. / 43.68583° пн. ш. 105.01556° зх. д.        | Національним лісом Медісін-Боу-Раутт         | 2215,6 км² | Розташовані у басейні річки Паудер, між горами Бігхорн та Блек-Гіллс.                                                                                       |
| Форт-Пірр англ. Fort Pierre National Grassland            |      | Південна Дакота 44°08′27″ пн. ш. 100°16′45″ зх. д. / 44.14083° пн. ш. 100.27917° зх. д. | Національним лісом Небраски                  | 469,0 км²  | Розташовані на південь від Пірра та Форт-Пірра. Містять кілька озер, доступних для риболовлі та кемпінгу.                                                   |
| Цимаррон англ. Cimarron National Grassland                |      | Канзас 37°08′18″ пн. ш. 101°46′56″ зх. д. / 37.13833° пн. ш. 101.78222° зх. д.          | Національними лісами Пайк та Сан-Ісабель     | 437,8 км²  | Містять низькотравні прерії та тополеві гаї уздовж річки Сімаррон.                                                                                          |
| Шеєн англ. Sheyenne National Grassland                    |      | Північна Дакота 46°25′36″ пн. ш. 97°17′43″ зх. д. / 46.42667° пн. ш. 97.29528° зх. д.   | іншими Дакотськими преріями                  | 285,1 км²  | Тут живе найбільша популяція гострохвостих тетеруків у Північній Дакоті, а також зустрічаються рідкісні дакотські головчаки та західні прерієві любки.      |

## Прерія Мідевін
Невелика Національна високотравна прерія Мідевін створена набагато пізніше за інші національні прерії, та, на відміну від них, розташована на схід від річки Міссісіпі. Технічно, прерія Мідевін не є національними луками, оскільки утворена згідно з іншим законом, але вона також управляється Лісовою службою.
| Назва                                            | Фото | Розташування                                                                   | Час формування | Площа    | Опис |
| ------------------------------------------------ | ---- | ------------------------------------------------------------------------------ | -------------- | -------- | --- |
| Мідевін англ. Midewin National Tallgrass Prairie |      | Іллінойс 41°22′44″ пн. ш. 88°06′46″ зх. д. / 41.37889° пн. ш. 88.11278° зх. д. | 1996           | 82,1 км² | Єдині федеральні луки на схід від річки Міссісіпі. Є частиною екорегіону перехідних лісостепів Центральних Сполучених Штатів. Створена, коли ці землі передали від армії США до Лісової служби США. У 2015 році у прерію випустили невелике стадо американських бізонів для вивчення впливу цих великих прерійних тварин на відновлення високотравних прерій. |